# Državna univerza v Moskvi
Moskovska državna univerza (angl. kratica MSU; rusko Московский государственный университет имени М. В. Ломоносова – Moskovskiy gosudarstvenn'y universitet imeni M. V. Lomonosova, pogosto skrajšano МГУ, MGU) je javna raziskovalna univerza v Moskvi, Rusija. Ustanovil jo je 23. januarja 1755 Mihail Lomonosov. V sovjetskem obdobju se je MSU leta 1940 preimenovala po Lomonosovu in je bila takrat znana kot Univerza Lomonosov. Njen trenutni rektor je Viktor Sadovničij.
Moskovska država je izobrazila številne vidne alumne, vključno z voditelji Sovjetske zveze in drugih vlad, pa tudi patriarhe ruskega pravoslavja. Na splošno velja za najprestižnejšo univerzo v nekdanji Sovjetski zvezi in je zelo konkurenčna. Do leta 2019 univerzi pripada 13 nobelovcev, 6 dobitnikov Fieldsove medalje in 1 dobitnik Turingove nagrade. Glede na Svetovno univerzitetno lestvico QS za leto 2019 gre za najvišje uvrščeno rusko izobraževalno ustanovo  in po indeksu narave najvišjo rusko univerzo po rezultatih raziskav.

## Zgodovina

### Moskovska univerza v obdobju Ruskega imperija
Podbudnika ideje o univerzi v Moskvi sta bila Ivan Šuvalov in Mihail Lomonosov, ruska carica Elizabeta pa jo je 23. januarja [O.S. 12. januarja] 1755 formalno ustanovila. Prva predavanja so bila 7. maja. Rusi še vedno praznujejo 25. januar kot Dan študentov ali Tatjanin dan. (Fundacija univerze je tradicionalno povezana s praznikom svete Tatjane, ki ga je Ruska pravoslavna Cerkev praznovala 12. januarja po julijanskem koledarju (kar ustreza gregorijanskemu 25. januarju v 20. in 21. stoletju).
Državna univerza Sankt Peterburg in Moskovska državna univerza sodelujeta v prijateljskem rivalstvu glede naslova najstarejše univerze v Rusiji. Čeprav je bila Moskovska državna univerza ustanovljena leta 1755, je njen konkurent v Sankt Peterburgu neprekinjeno obstajal kot univerza od leta 1819, sebe vidi kot naslednika akademije, ustanovljene 24. januarja 1724, z ukazom Petra Velikega.
Današnja Moskovska državna univerza je prvotno zasedala stavbo trgovine z osnovno medicino na Rdečem trgu od 1755 do 1787. Katarina Velika je univerzo prenesla v neoklasicistično stavbo na drugi strani ulice Mohovaja; ta glavna stavba je bila zgrajena med letoma 1782 in 1793 v neo-paladijanskem slogu po načrtu Matveja Kazakova, obnovil pa jo je Domenico Giliardi, potem ko je požar uničil velik del Moskve leta 1812.
V 18. stoletju je imela univerza tri oddelke: filozofijo, medicino in pravo. Pripravljalna šola je bila do njene ukinitve leta 1812 povezana z Univerzo. Leta 1779 je Mihail Heraskov ustanovil internat za plemiče (Благородный пансион), ki je leta 1830 postal gimnazija za rusko plemstvo. Univerzitetni tisk, ki ga je v 1780-ih upravljal Nikolaj Novikov, je objavljal najbolj priljubljen časopis v carski Rusiji: Moskovskie Vedomosti.
Leta 1804 se je medicinsko izobraževanje razdelilo na klinične (terapevtske), kirurške in porodniške fakultete. Med letoma 1884–1897 je medicinski oddelek, ki je bil podprt z zasebnimi donacijami in občinsko in carsko vlado - zgradil obsežen, 1,6 kilometra dolg, najsodobnejši medicinski kampus v Devičjem Polu, med Vrtno obvoznico in samostanom Novodevičji; zasnoval ga je Konstantin Bikovski, z univerzitetnima zdravnikoma, kot sta Nikolaj Sklifosovski in Fjodor Erisman, kot svetovalcema. Kampus in medicinsko izobraževanje na splošno sta se od leta 1930 ločina od Moskovske univerze. Devičje Pole je upravljala neodvisna I. M. Sečenova Prva moskovska državna medicinska univerza ter razne druge državne in zasebne ustanove.
Korenine študentskih nemirov na univerzi segajo globoko v 19. stoletje. Leta 1905 se je na univerzi pojavila socialdemokratska organizacija, ki je pozvala k strmoglavljenju carske vlade in ustanovitvi republike v Rusiji. Carska vlada je večkrat grozila, da bo univerzo zaprla. Leta 1911 je v znak protesta zaradi vstopa vojakov v kampus in trpinčenja nekaterih profesorjev množično odstopilo 130 znanstvenikov in profesorjev, med njimi tako ugledni možje, kot so Nikolaj Dimitrijevič Zelinskij, Peter Nikolajevič Lebedjev in Sergej Aleksejevič Čapligin; izgnanih je bilo na tisoče študentov.

### Moskovska državna univerza
Po oktobrski revoluciji 1917 je institucija začela sprejemati otroke proletariata in kmečkega ljudstva. Leta 1919 je univerza ukinila pristojbine za šolnino in ustanovila pripravljalni center za pomoč delavcem pri pripravi na sprejemne izpite. Med izvajanjem prvega petletnega načrta Josipa Stalina (1928–1932) so bili zaporniki iz gulaga prisiljeni graditi dele na novo razširjene univerze.
Po letu 1991 je bilo ustanovljenih devet novih fakultet. Naslednje leto je univerza pridobila edinstven status: financira se neposredno iz državnega proračuna (mimo ministrstva za šolstvo) in tako Univerzi zagotavlja pomembno stopnjo neodvisnosti.
6. septembra 1997 je francoski elektronski glasbenik Jean Michel Jarre, ki ga je moskovski župan posebej povabil na nastop, uporabil celotno sprednjo fasado univerze kot ozadje za koncert: pročelje je služilo kot velikanski projekcijski ekran, z ognjemetom , laserji in reflektorji, ki so se sprožili iz različnih točk okoli stavbe. Oder je stal neposredno pred zgradbo, koncert, ki je v Rusiji z naslovom Pot v 21. stoletje, vendar preimenovan v Oxygen In Moscow za svetovno izdajo video / DVD-ja, je privabil rekordno množico ljudi v 3,5 milijona ljudi.
19. marca 2008 so na univerzi lansirali najmočnejši ruski superračunalnik do danes, SKIF MSU (rusko: СКИФ МГУ; skif v ruščini pomeni 'skitski'). Njegova največja zmogljivost 60 TFLOPS (LINPACK - 47.170 TFLOPS) je najhitrejši superračunalnik v Skupnosti neodvisnih držav.

## Kampus
Od leta 1953 je večina fakultet na Vrabčevem hribu (rusko Воробьёвы го́ры, Vorobyovy Gory), na jugozahodu Moskve, 5 km od središča mesta. Glavno stavbo je zasnoval arhitekt Lev Vladimirovič Rudnev. Josip Stalin je v povojni dobi po mestu naročil sedem ogromnih večplastnih neoklasicističnih stolpnic. Zgrajena je bila z delavci iz  gulagov, kot so bili zgrajeni mnogi Stalinovi veliki gradbeni projekti v Rusiji. Glavna stavba je v času gradnje stala na obrobju Moskve in je približno na polovici poti med središčem Moskve v Kremlju in trenutnimi mejami mesta. Oddelek za novinarstvo zdaj zaseda prvotno lokacijo univerze v centru Moskve, nasproti Maneže, nekaj korakov od Kremlja in drugih vladnih stavb. Ker so bili že preteklosti pogosti študentski nemiri, vključno z uličnimi protesti leta 1917, je bil to lahko razlog, da so Stalinovi načrtovalci postavili univerzo čez reko Moskvo, daleč stran.
Glavna stavba MSU je bila v času njene gradnje najvišja zgradba na svetu zunaj New Yorka in je ostala najvišja stavba v Evropi do leta 1990. Osrednji stolp je visok 240 m, visok 36 nadstropij in obdan s štirimi velikimi krili za nastanitev študentov in fakultet. V njem naj bi bilo skupno 33 kilometrov hodnikov in 5.000 sob.
V objektu so na voljo koncertna dvorana, gledališče, muzej, administrativne pisarne, knjižnica, bazen, policijska postaja, pošta, pralnica, frizerski salon, več menz, bančne pisarne in bankomati, trgovine , kavarne, zavetišče za bombe itd. Skupaj z univerzitetno upravo je zdaj v glavni stavbi še Muzej znanosti o Zemlji in štiri glavne fakultete - mehanično-matematična, geološka, geografska in fakulteta za likovno in gledališko umetnost. Zvezda na vrhu stolpa je dovolj velika, da vključuje majhno sobo in razgledno ploščad; tehta 12 ton. Fasade stavbe so okrašene z velikanskimi urami, barometri, termometri, kipi, izrezljanimi snopi iz pšenice in sovjetskimi grebeni. Stoji pred teraso s kipi študentov in študentk, ki optimistično in samozavestno gledajo v prihodnost.
Medtem ko so bile na Vrabčevem hribu v času gradnje glavne stavbe na obrobju mesta, so zdaj približno na polovici poti od Kremlja do mestne meje. Kasneje so v kampus dodali še nekaj drugih stavb in športnih objektov, vključno z edinim bejzbolskim stadionom v Rusiji. Trenutno je za družbene vede zgrajena nova stavba, za knjižnico pa še ena velika, ki je po obsegu (številu knjig) druga največja v Rusiji. Univerza ima tudi več stanovanjskih domov na jugozahodu Moskve, zunaj kampusa.
Zgodovinska zgradba na ulici Mohovaja zdaj v glavnem domuje Fakulteta za novinarstvo, Fakulteta za psihologijo in Inštitut za azijske in afriške študije. Na univerzi so številne fakultetne stavbe, ki so v bližini Manežnega trga v središču Moskve in številnih kampusov v tujini v Ukrajini, Kazahstanu, Tadžikistanu in Uzbekistanu.
Glavna knjižnica univerze je ena največjih v Rusiji. Po trenutnih ocenah vsebuje približno 9.000.000 zvezkov. Knjižnico letno uporablja 55.000 bralcev, pri čemer uporabljajo približno 5.500.000 knjig.

## Stavba Moskovske državne univerze
Univerza ima na razpolago več kot 600 stavb in struktur, vključno z glavno stavbo na Vrabčevem hribu. Njihova skupna površina je približno milijon m². Samo v Moskvi je ozemlje Moskovske državne univerze veliko 205,7 ha. Novo univerzitetno ozemlje, ki ga je dodelila moskovska vlada in obsega 120 hektarjev, se aktivno razvija od leta 2003. Leta 2005 je bila zgrajena stavba Intelektualnega centra - Temeljna knjižnica. 1. septembra 2007 sta moskovski župan J. M. Lužkov in rektor Moskovske državne univerze V. A. Sadovniči odprla dve veliki in pomembni univerzitetni stavbi naenkrat. Na aveniji Lomonosov so odprli prvo akademsko stavbo Moskovske državne univerze, v katero so se preselile tri fakultete: zgodovinska, filozofska in fakulteta za javno upravo. Leta 2008 je bil v 1. akademski stavbi lociran tudi oddelek za politologijo, izoliran s filozofske fakultete. Odprli so tudi dve stavbi Medicinskega centra, ki združujeta skupno 5 stavb, v katerih bo ambulanta, ambulanta z bolnišnico za 300 ljudi, analitično-diagnostični centri, pa tudi učna stavba Fakultete za temeljno medicino. 23. januarja 2009 je bila slovesna otvoritev prve faze 3. humanitarnega zbora, v kateri bo kmalu tudi Ekonomska fakulteta. Leta 2013 je bila končana gradnja 4. humanitarne stavbe za pravno fakulteto. 25. januarja 2010 je potekalo polaganje temeljnega kamna za novo, 2. akademsko stavbo, ki naj bi postala zrcalna slika prve. Otvoritev je bila leta 2012. V prihodnosti naj bi zrasel kampus na novem območju univerze, ki vključuje štiri akademske zgradbe, ki se nahajajo v polkrogu okoli Temeljne knjižnice, več laboratorijskih in raziskovalnih zgradb, ki se nahajajo v drugem polkrogu za učnimi zgradbami, spalnico za 6 tisoč ljudi za drugim polkrogom in stadion za 15 tisoč krajev. Ustvaril je tudi velik podzemni prehod za pešce pod Lomonosovim prospektom, ki povezuje staro in novo ozemlje.
Gradnja na novem ozemlju je bila mogoča zaradi aktivnega sodelovanja univerze z moskovske vlade in CJSC Inteko. Moskovska vlada je univerzi v neomejeno in neupravičeno najemno pogodbo predala 120 hektarjev zemljišča, na katerih poleg univerzitetnih stavb gradita še dve stanovanjski četrti iste družbe Inteko.
Podružnice delujejo v Nursultanu (Kazahstan), Bakuju (Azerbajdžan), Dušanbeju (Tadžikistan), Erevanu (Armenija), Sevastopolu in Taškentu (Uzbekistan). V letih 1988-1995 je podružnica delovala tudi v Uljanovsku, a se je leta 1995 preoblikovala v državno univerzo Uljanovsk. V letih 1997–2013 je delovala tudi podružnica v Puščinu, zaprta, potem ko je bila med spremljanjem državnih univerz leta 2012 priznana kot neučinkovita.

## Ustanove
Fakultete
- Mehansko-matematična fakulteta v Moskvi
- Računalniško-matematična in kibernetična fakulteta v Moskvi
- Fizikalna fakulteta v Moskvi
- Kemijska fakulteta v Moskvi
- Fakulteta za znanost o materialih v Moskvi
- Biološka fakulteta v Moskvi
- Fakulteta za bioinženiring in bioinformatiko v Moskvi
- Fakulteta za znanost o prsti v Moskvi
- Geološka fakulteta v Moskvi
- Geografska fakulteta v Moskvi
- Fakulteta za osnovno medicino v Moskvi
- Fakulteta za fizikalno kemijo v Moskvi
- Zgodovinska fakulteta v Moskvi
- Filološka fakulteta v Moskvi
- Filozofska fakulteta v Moskvi
- Ekonomska fakulteta v Moskvi
- Pravna fakulteta v Moskvi
- Fakulteta za novinarstvo v Moskvi
- Fakulteta za psihologijo v Moskvi
- Inštitut za azijske in afriške študije v Moskvi
- Fakulteta za sociologijo v Moskvi
- Fakulteta za tuje jezike in študij okolja v Moskvi
- Fakulteta za javno upravo v Moskvi
- Fakulteta za svetovno politiko v Moskvi
- Fakulteta za upodabljajoče umetnosti v Moskvi
- Višja šola poslovnega upravljanja v Moskvi
- Fakulteta za globalne procese v Moskvi
- Fakulteta za izobraževalne študije v Moskvi
- Fakulteta za politologijo v Moskvi
- Moskovska šola ekonomije
- Šola za prevajanje in interpretacijo v Moskvi
- Podiplomska šola za javno upravo v Moskvi
- Šola za državno računovodstvo v Moskvi
- Podiplomska šola za menedžment in inovacijo v Moskvi
- Podiplomska šola za inovativne posle v Moskvi
- Šola za novejše družbene vede v Moskvi
- Šola za televizijo v Moskvi
- Fakulteta za nadaljnje izobraževanje v Moskvi
- Fakulteta za vojaško vzgojo v Moskvi

Raziskovalni inštituti
- Inštitut za mehaniko Moskovske državne univerze
- Jedrsko-fizikalni inštitut Skobelcin
- Raziskovalni inštitut za teoretične probleme v mikrofiziki Bogoljubov
- Inštitut za kompleksno sistematično matematično raziskovanje Moskovske državne univerze
- Inštitut za družbeno raziskavo Moskovske državne univerze
- Inštitut za informacijsko-varnostne zadeve Moskovske državne univerze
- Inštitut za temeljno raziskovanje v izobraževanju Moskovske državne univerze
- Rusko-nemški inštitut za znanost in kulturo Moskovske državne univerze
- Inštitut za svetovne kulture Moskovske državne univerze
- Konfucijev inštitut Moskovske državne univerze

Raziskovalna središča
- Raziskovalni računalniški center Moskovske državne univerze
- Mednarodni laserski center Moskovske državne univerze
- Nanotehnološki izobraževalni in raziskovalni center Moskovske državne univerze
- Mednarodni raziskovalni center za biokemijsko tehnologijo Moskovske državne univerze
- Francosko-ruski center za praktično matematiko in informacijsko tehnologijo Ljapunov
- Interdisciplinarni raziskovalni center za magnetično tomografijo in spektroskopijo Moskovske državne univerze
- Center za meddelovno izobraževanje specialistov v okoljskih študijah Moskovske državne univerze
- Raziskovalni center Kolmogorov
- Center za družbene vede Moskovske državne univerze
- Tehnološki transportni center Moskovske državne univerze
- Center za mednarodno izobraževanje Moskovske državne univerze
- Center množičnih medijev Moskovske državne univerze
- Center za umetnostne in modne poslovne študije Moskovske državne univerze
- Inženirski center za industrijsko varnost Technorick Moskovske državne univerze
- Raziskovalni center za računalniško simulatijo in varne tehnologije Moskovske državne univerze
- Center za priznavanje akademskih kvalifikacij Moskovske državne univerze
- Center za intenzivni študij jezikov Moskovske državne univerze
- Informacijski center Moskovske državne univerze

Muzeji
- Muzej za zemeljsko znanost Moskovske državne univerze
- Raziskovalni inštitut in muzej antropologije Anučin
- Zoološki muzej Moskovske državne univerze
- Muzej zgodovine Moskovske državne univerze